# Переселенческое сельское поселение
Переселенческое се́льское поселе́ние — муниципальное образование в Нагайбакском районе Челябинской области Российской Федерации.  В рамках административно-территориального устройства муниципальное образование  соответствует административно-территориальной единице Переселенский сельсовет.
Административный центр — посёлок Гумбейский.

## История
Статус и границы сельского поселения установлены Законом Челябинской области от 9 июля 2004 года № 245-ЗО «О статусе и границах Нагайбакского муниципального района, городского и сельских поселений в его составе».

## Население
| 2002  | 2010  | 2011  | 2012  | 2013  | 2014  | 2015  |
| ----- | ----- | ----- | ----- | ----- | ----- | ----- |
| 1368  | ↘1181 | ↘1177 | ↘1173 | ↘1155 | ↘1153 | ↘1139 |
| 2016  | 2017  | 2018  | 2019  | 2020  | 2021  |       |
| ↘1121 | ↗1142 | ↘1123 | ↘1100 | ↗1115 | ↘1038 |       |

## Состав сельского поселения
| № | Населённый пункт | Тип населённого пункта          | Население |
| - | ---------------- | ------------------------------- | --------- |
| 1 | Гумбейский       | посёлок, административный центр | ↘632      |
| 2 | Крупское         | село                            | ↘242      |
| 3 | Переселенческий  | посёлок                         | ↘307      |